# Clé (entreprise)
Pour les articles homonymes, voir CLE.

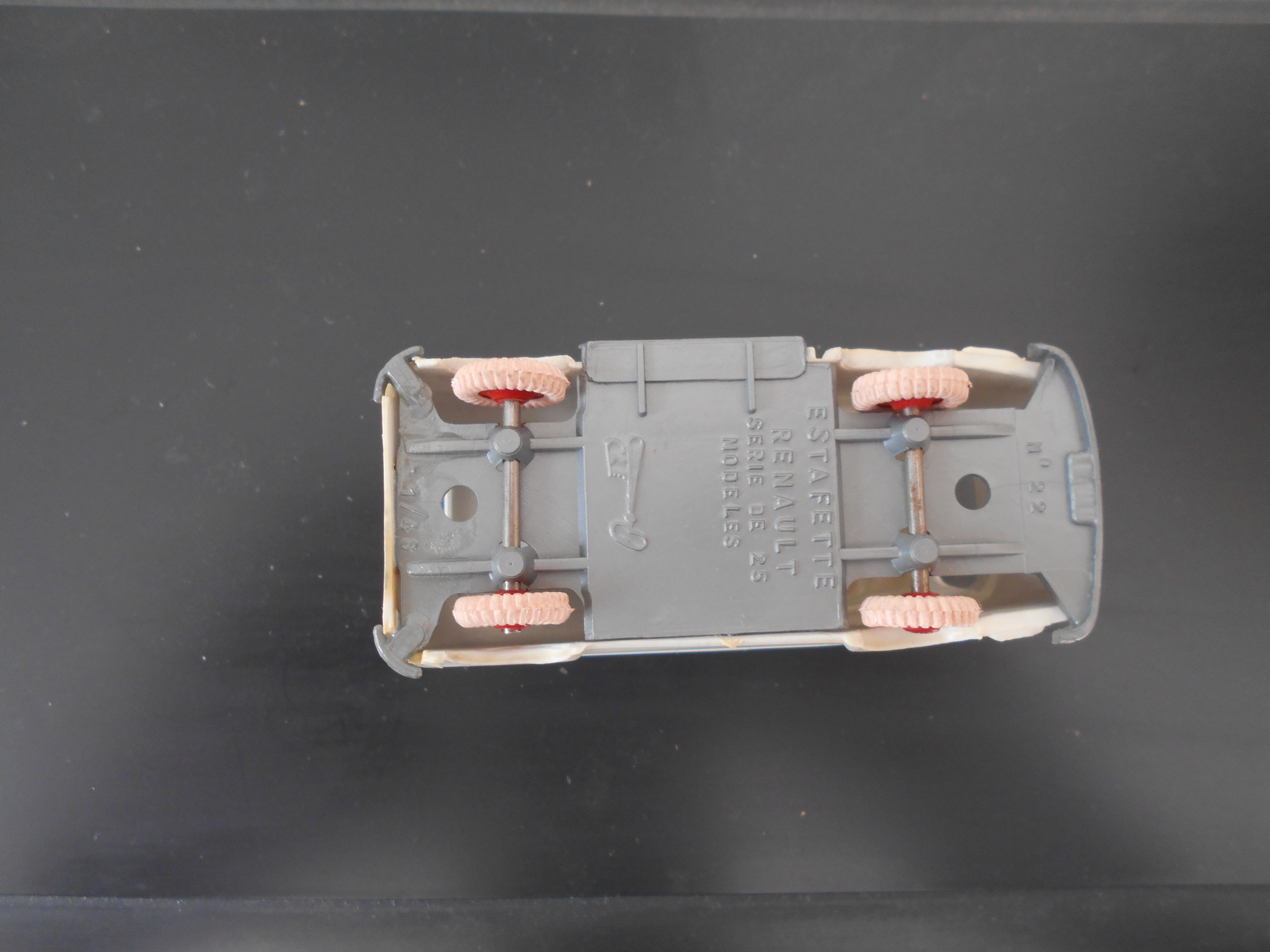
Dessous d'une miniature de la marque Clément Gaget avec son célèbre logo Clé.

L'établissement Clé est une entreprise de plastiques fondée en 1952 par Clément Gaget à Oyonnax. Ce dernier lui a donné les trois premières lettres de son prénom comme appellation de son entreprise. Les établissements Clément Gaget ont cessé leurs activités en 1986.
La société a été radiée du registre du commerce le 26 novembre 1999.

## Présentation
Les établissements Clément Gaget, plus connus sous l'appellation "Clé" indiquée sous le logo représentant une clé, ont fabriqué durant presque 35 ans, un grand nombre d'articles en matière plastique. L'usine, fondée par Clément Hector Gaget (né le 25 juin 1922 et décédé le 28 mai 1977), était située à Oyonnax dans le quartier Gouilloux, au centre de la Plastics Vallée située dans les départements de l'Ain et du Jura, autour d'Oyonnax, au sein de la Communauté de Communes Haut-Bugey et qui doit son nom aux nombreuses firmes spécialisées dans la plasturgie.

## Production
Les établissements Clément Gaget ont produit une gamme d'articles très divers tels que des fleurs en plastique, des arrosoirs de plage, des pinces à linge, des seaux, des cuvettes, des jerricans, des casiers, des porte-bouteilles, des boîtes d'œufs, des poubelles et tout le nécessaire pour la salle de bains, la cuisine et la salle à manger.   
L'entreprise Clé est également célèbre pour la fabrication de nombreux jouets en matières plastiques, notamment des voitures miniatures commandées par de nombreuses sociétés internationales et françaises, comme support publicitaire ou comme cadeau offert au public lors de l'achat d'un de leurs produits. Les établissements Clément Gaget ont ainsi travaillé pour Procter et Gamble qui venait de lancer en Europe, en 1954, la marque de lessive Bonus devenue Bonux.
Clé fabriqua des petites voitures courantes des années 1950. La quantité de production de petites voitures miniatures en plastique fut très importante pour les cadeaux Procter et Gamble France SA (PGFSA) / Bonus / Bonux et contribuèrent à l'enrichissement de l'entreprise Clé. Dans les années 1960, Clé élargit sa production de miniatures afin de répondre aux attentes de ses clients et pour répondre à la demande de nombreuses sociétés commerciales. Clé fabriqua des séries de véhicules par thèmes : les vieux tacots à l'échelle 1/48, les voitures des années folles au 1/64, les voitures et utilitaires des années 1960 au 1/32, au 1/48 et au 1/64, les camions des années 1960 au 1/90, les voitures de course « le Mans » et Formule 1 au 1/32. L'une des dernières production automobile de Clé fut la 604 Peugeot, produite vers 1976. Clé a aussi produit à la même époque des coffrets comprenant un C35 Citroen et divers véhicules comme la SIMCA Marly sous le terme de "Services Publics" (5 types de coffret connus).  
Clé conçut des petits kits à construire soi-même pour la société Unipol qui possède Huilor et Végétaline ; les biscottes et biscuits Prior, la chaîne de magasins Unico, l'entreprise pétrolifère Shell, l'hebdomadaire pour la jeunesse Vaillant, etc. 
Clé produisit en parallèle de nombreux modèles réduits plus élaborés avec moteur à friction et d'autres modèles à bas prix qui étaient vendus sur les étals "Tout à 1 franc" des marchés en France ainsi que dans les rayons des bazars et quincailleries. Elle produit des véhicules à l'échelle 1/32 bicolores (203 Break, DS, 403 et Simca Marly) qui furent vendues avec un porte autos JOUSTRA (Cabine Berliet).  